# Josef Bergmann (Kirchenmaler)

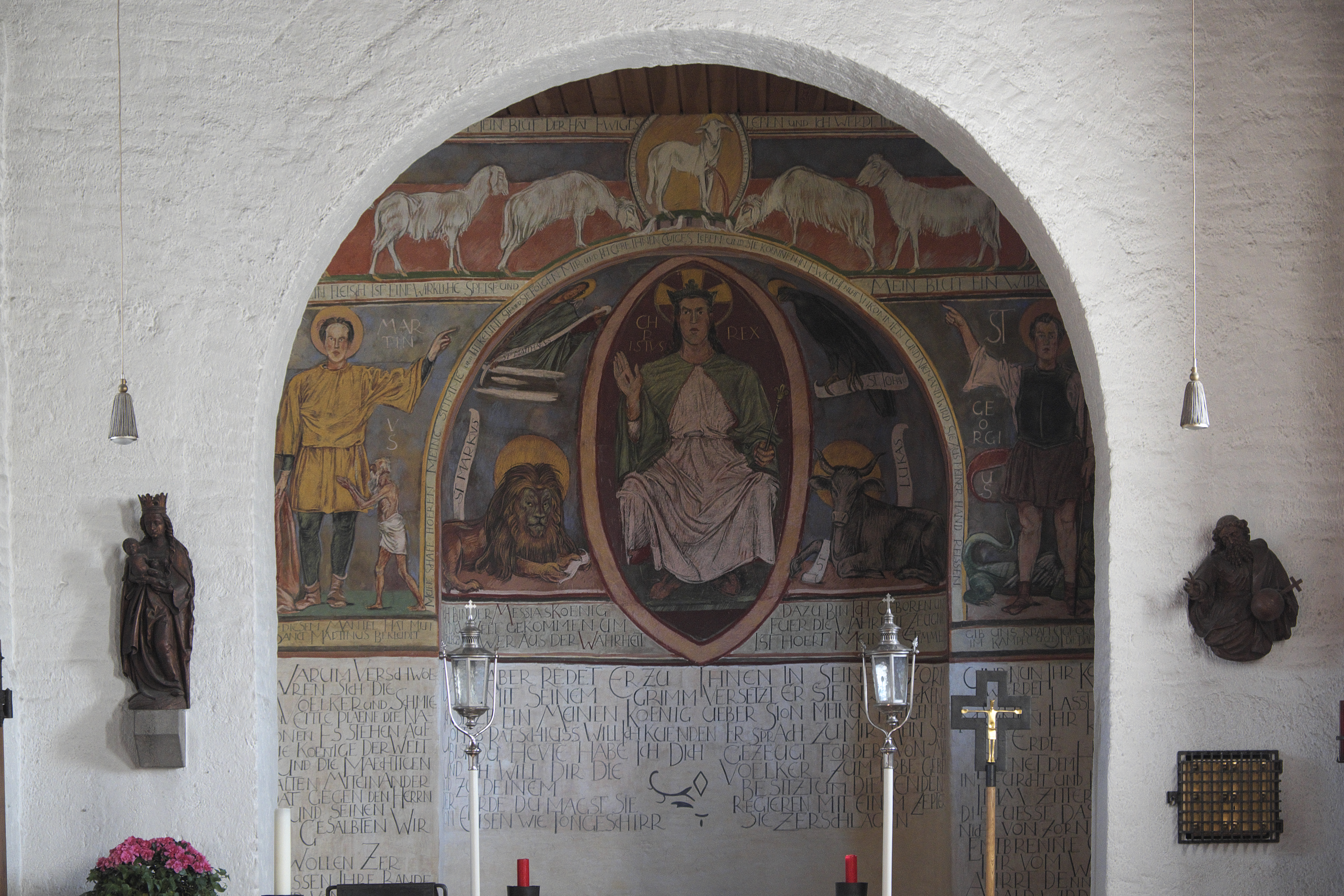
Apsisfresko in München-Riem, St. Martin

Das Jüngste Gericht (1941) in München, St. Maximilian

Josef Bergmann (* 1. November 1888 in Amberg; † 25. September 1952) war ein deutscher Kirchenmaler. 

## Werdegang
Bergmann studierte im Anschluss an die Reifeprüfung an den Kunstakademien in Weimar und München. Der Einsatz im Ersten Weltkrieg unterbrach seinen beruflichen Werdegang. Nach der Heimkehr war er an verschiedenen Münchener Gymnasien als Kunsterzieher tätig. 1943 nahm er mit zwei Zeichnungen an der von Reichsleiter Baldur von Schirach organisierten Ausstellung Junge Kunst im Deutschen Reich in Wien teil.
Daneben trat er im südbayerischen Raum als Kirchenmaler hervor. Im Alter von 63 Jahren stürzte er bei der Ausmalung der Kirche in Dollnstein vom Gerüst und erlag seinen Verletzungen.

## Werke
- Pfarrkirche St. Mauritius, Edelshausen: Ausmalung (1920–21),[3] u. a. Deckenbild Der Weltheiland[4]
- Pfarrkirche St. Peter und Paul, Olching: Ausmalung (1923–35), u. a. im Langhaus ein Zyklus zum Leben der Apostelfürsten[5] (Szenen aus der Apostelgeschichte[4])
- Friedhofs- und Institutskirche,[6] Kempten
- evangelische Pfarrkirche St. Johannes  in München-Haidhausen (Preysingplatz): Fresken (1927–28, nicht erhalten)[7]
  - Monumentalfresko an der Wand über dem Altar: Das Jüngste Gericht mit dem Weltenrichter in der Mandorla, Posaunenengeln, den Seligen und den Verdammten, darunter die Evangelisten
  - in der Apsis: Der Gute Hirte mit Lämmern
- Maximilianskirche, München: Fresken Das Jüngste Gericht (1941) an der östlichen Langhauswand[8] und Hl. Christophorus in der Taufkapelle[4]
- Kirche St. Ludwig, Nürnberg-Gibitzenhof: Apsisfresko Christus als Weltenherrscher[9] (etwa 1949–50)
- Rathaus, Murnau am Staffelsee: Schmerzhafte Muttergottes (Mater dolorosa) und Kaiser Ludwig der Bayer, Erneuerung der Fassadenfresken (1950)[10][11]
- Pfarrkirche St. Joseph, Kirchseeon[4]
- Kirche St. Peter und Paul, Dollnstein: Fresken am Chorbogen und an der Südwand (1951–52, Bergmanns letztes Werk)[12][4]
- Kapelle St. Maria, Hofolding[13]
- Kirche St. Martin, München-Riem: Fresken im Altarraum: in der Apsis Christus in der Mandorla, umgeben von den Evangelistensymbolen, an der Stirnwand links der Hl. Martin (Kirchenpatron) und rechts der Hl. Georg, über dem Apsisbogen das Lamm Gottes auf dem Buch mit sieben Siegeln zwischen vier Lämmern; alles erläutert mit den für Bergmann charakteristischen, ausführlichen Schriftbändern[14]